# Solnechnyy (huyện của Tver)
Huyện Solnechnyy (tiếng Nga: Солнечный райо́н) là một huyện hành chính tự quản (raion), của Tỉnh Tver, Nga. Huyện có diện tích RU.TV.OR kilômét vuông, dân số thời điểm ngày 1 tháng 1 năm 2000 là 2500 người. Trung tâm của huyện đóng ở.